# Aztekium
Genre
Espèces de rang inférieur
- Aztekium hintonii
- Aztekium ritteri

Aztekium est un genre de la famille des cactus composé de 2 espèces.
Découvert en 1929 par F. Ritter à Rayones dans l'État du Nuevo León au Mexique.
Ce genre a été estimé monotypique (avec Aztekium ritteri ) jusqu'à la découverte d'une deuxième espèce ( Aztekium hintonii) par George S. Hinton, à Galeana, Nuevo León en 1991. 
Ce genre se trouve uniquement au Mexique et il est originaire de l'État de Nuevo León. Bien que ces deux espèces soient très demandées, il en reste des millions dans la nature. Notamment Aztekium hintonii, car son aire de répartition est vierge pour le moment.
Le nom de l'espèce est dédiée à la civilisation aztèque, en raison de la ressemblance de la plante avec certaines sculptures aztèques. 

## Description
- Aztekium ritteri est une petite plante (autour de 20 mm de large), avec 9 à 11 côtes, qui ont généralement des rides transversales. Sa couleur varie de vert pâle à vert-grisâtre. Le centre du cactus contient un lot de laine blanche. Les fleurs sont petites (moins de 10 mm de large), avec des pétales blancs et des sépales roses. Les plantes portent comme fruits de petites baies rose.

- Aztekium hintonii est plus large, à 10 cm de diamètre, avec 10 à 18 côtes, des fleurs magenta de 3 cm. Il ne pousse que sur du gypse.

## Culture
Ces espèces poussent très lentement, prenant près de deux ans pour atteindre 3 mm de diamètre. Ils sont généralement multipliés par semis.

## Principes actifs
- N-methyltyramine
- hordenine
- anhalidine
- mescaline
- N,N-3,4-dimethoxy-phenethylamine
- pellotine
- 3-methoxytyramine